# Tomàs Paleòleg
Tomàs Paleòleg (en grec: Θωμᾶς Παλαιολόγος,Thomàs Paleologos), fou el sisè governant de la província romana d'Orient de Morea que va fer servir el títol de dèspota.
El govern d'aquesta província el va exercir, a partir del 1443, primer amb el seu germà Constantí i després amb Demetri. Aquest segon va ser un company problemàtic, Demetri no compartia amb el seu germà la política envers l'Imperi Otomà, del qual va acceptar la seva superioritat, mentre que Tomàs va lluitar fins que no va poder més i finalment es va exiliar.

## Orígens
Tomàs era el menor dels fills supervivents de l'emperador romà d'Orient Manuel II Paleòleg i de la seva esposa Helena Dragaš. El seu avi matern era el príncep serbi Constantí Dragaš. Els seus germans eren els emperadors Joan VIII Paleòleg, Constantí XI Paleòleg. També eren germans Teodor II Paleòleg i Demetri II Paleòleg, dèspotes de Morea, i Andrònic Paleòleg, dèspota de Tessalònica.

## Govern de la Morea bizantina
Com altres germans seus, Tomàs va rebre el títol de dèspota, que en aquell temps només era una distinció d'alt rang equivalent a senyor. El 1428 el pare el va enviar a Morea, una regió que estava governada pels seus germans Teodor i Constantí. Quan el 1443 Teodor va deixar el càrrec per motius de salut, Tomàs el va substituir. Teodor va compartir el govern amb Constantí fins que el 31 d'octubre del 1448 va morir el pare i Constantí va marxar per ocupar el tron imperial. A començaments del 1449, l'altre germà, Demetri va ser enviat a Morea per governar juntament amb Tomàs.
Les possessions romanes d'Orient a la Morea s'havien ampliat considerablement a expenses del Principat d'Acaia. Després del darrer enfrontament armat el 1430 gairebé tota la península del Peloponès estava sota control romà d'Orient, només quedava un petit reducte governat per un italià. Tomàs es va casar amb Caterina Zaccaria, filla del darrer príncep d'Acaia, Centurió II Zacaries, el qual li va traspassar els seus dominis el 1432.
Després d'aquest període d'èxits, la bona sort del Despotat de Morea va anar en declivi principalment perquè el govern compartit entre diversos germans causava confusions. La situació es va agreujar amb l'arribada de Demetri, ja que els dos tenien diferents punts de vista sobre la política envers l'Imperi Otomà: Tomàs era partidari de cercar suport en altres estats europeus i de rebel·lar-se a l'ocupació otomana, mentre que Demetri era partidari d'acceptar la superioritat dels otomans i acceptar el vassallatge que se'ls exigia.

## Govern de la Morea de l'Imperi Otomà
Des del 1447, amb la submissió de l'emperador i com a membres de l'Imperi Romà d'Orient que eren, Tomàs i Demetri van esdevenir vassalls del soldà otomà, cosa que implicava el pagament d'un tribut força quantiós. Al començament del setge que Mehmet II va establir a la ciutat de Constantinoble, un exèrcit otomà va ser enviat amb ordres de devastar el territori de Morea i amb l'objectiu d'impedir que Tomàs i Demetri poguessin enviar suport per desfer el setge de la capital. El 29 de maig del 1453, el soldà va ocupar Constantinoble però va permetre l'statu quo establert en l'administració, per tant Tomàs i Demetri van continuar en el càrrec de governants de Morea.
La situació va ser acceptada durant els dos primers anys. En aquell moment 30.000 albanesos comandats per Peter Bua es van revoltar contra els dos dèspotes, a causa de la inseguretat crònica i pel tribut que se'ls exigia que paguessin als otomans. Als albanesos se'ls va unir la població grega local, que van adoptar com a líder a Manuel Cantacuzè, i van anar a demanar suport militar a la República de Venècia. Tomàs i Demetri van apel·lar a Mehmet per sufocar la rebel·lió. La situació es va complicar amb una segona revolta, comandada per Giovanni Asano Zaccaria, fill del darrer príncep d'Acaia, Centurió II Zacaries, que reclamava els antics dominis del seu pare. Abans d'iniciar-se la rebel·lió, Giovanni havia estat empresonat per Tomàs però durant la confusió de la primera revolta va aconseguir que algú l'alliberés. Omar, el fill del governador otomà de Tessàlia Turakhan Beg va arribar el desembre del 1453. Després d'haver aconseguit la victòria sobre els rebels i d'haver alliberat el seu germà Ahmed que havia estat capturat pels romans d'Orient el 1446, va tornar a marxar. El maig del 1453 el setge de Constantinoble es va acabar i l'emperador Constantí XI va morir en la defensa.
Els revoltats de Morea, però, no es van donar per vençuts i l'octubre del 1454 Turakhan en persona es va veure obligat a intervenir. Després de saquejar algunes fortaleses els rebels van capitular. Turakhan va aconsellar als dos Paleòleg que acabessin amb les seves diferències si volien governar bé i va tornar al seu territori. El tribut es va reinstaurar en la mateixa quantitat que abans i els dèspotes van continuar amb la relació de vassallatge com anteriorment. Pel que fa als líders rebels, Boua va ser perdonat per Mehmet i el va nomenar representant del poble albanès; Giovanni va poder fugir primer es va establir a Venècia i després a la cort papal; Cantacuzè també va escapar i no se'n va tornar a saber res d'ell.
Tomàs no es conformava amb la submissió envers els otomans i va marxar a cercar suport en altres estats: la República de Gènova i el papa li'n van donar. Demetri que ja s'havia fet a la idea de ser un vassall de l'Imperi Otomà es va haver d'enfrontar a Tomàs. En un primer enfrontament Demetri va ser derrotat però va salvar la vida i va anar a cercar suport otomà. El 1460 el soldà otomà va atacar la regió i la va sotmetre.
Tomàs va intentar aturar els otomans a la muralla que hi havia a l'istme de Corint, però va resultar ser massa llarga per ser defensada amb eficàcia per les forces de Tomàs i la muralla va quedar enderrocada. Tomàs va fugir amb la seva dona i els fills a Itàlia, on va ser reconegut com l'hereu legítim de l'Imperi Romà d'Orient, però no va tornar més.

## Matrimoni i descendència
Tomàs es va casar amb Caterina Zaccaria d'Acaia i van tenir almenys quatre fills:
- Helena Paleòloga, que es va casar amb Lazar Branković, dèspota de Sèrbia.
- Andreu Paleòleg, nascut a Mistràs vers el 1453.
- Manuel Paleòleg.
- Zoè Paleòleg, rebatejada Sofia quan es va fer catòlica.

Després de la mort de Tomàs el 1465.
En un esforç per unir l'Església Catòlica i l'Església Ortodoxa, el papa Pau II va arranjar el 1472 un matrimoni entre la filla de Tomàs, Zoè, que es va convertir al catolicisme, i el príncep rus Ivan III de Moscou, amb l'esperança de fer de Rússia un estat catòlic.
El net de Tomàs, Ivan IV de Rússia, va ser el primer tsar rus coronat amb el títol emprat pels emperadors romans d'Orient, que ja havien començat a fer servir Ivan III i el seu fill Vasili III.